# Institut national de la recherche agronomique
L'Institut national de la recherche agronomique (INRA) è un istituto di ricerca pubblica sotto il patronato del Ministero dell'Università e della Ricerca e del Ministero dell'Agricoltura e della Pesca francesi, fondato nel 1946.
È l'istituto di ricerca agricola leader in Europa ed è uno dei principali istituti mondiali per agricoltura, cibo e ambiente. È anche il secondo maggior istituto pubblico di ricerca in Francia. L'INRA porta avanti una ricerca per un migliore stile di alimentazione, per la protezione dell'ambiente e per pratiche agricole competitive e sostenibili.

## Missioni
INRA ha una chiara vocazione al servizio della società: le sue finalità sono
- produrre e diffondere conoscenza scientifica;
- sviluppare innovazioni e abilità per il benessere della società;
- migliorare la situazione alimentare e sanitaria;
- gestire meglio lo spazio rurale, le risorse naturali e la biodiversità;
- favorire l'impiego identidicando i determinanti della competitività;
- diversificare i prodotti e migliorare la loro competitività e qualità;
- conoscere i viventi e sviluppare le caratteristiche dei discendenti: struttura e funzione dei modelli genomici, genomica e fisiologia degli organismi, tecnologie di trasformazione e di conservazione.